# Flight 505
«Flight 505» —en español: «Vuelo 505»—, es una canción de la banda británica de rock The Rolling Stones, incluida en el álbum Aftermath, lanzado el 15 de abril de 1966 en el Reino Unido y 20 de junio de 1966 en los Estados Unidos. Fue escrita por Mick Jagger y Keith Richards, y se grabó entre el 6 y 9 de marzo de 1966. 

## Historia
El crítico de Allmusic, Richie Unterberger, comentó "es una extraña y divertida canción en Aftermath que estaba musicalmente en un lado opaco, pero al menos Mick Jagger y Keith Richards se aventuraron en un territorio líricamente inusual... «Flight 505»  tiene una melodía derivada del blues... Sin embargo, la letra es más extraña que la melodía, siendo un relato bastante práctico de un tipo aburrido que decide pelearse a las patadas en el avión, terminando con el piloto poniendo el avión en el mar, es decir, estrallándolo, aunque no está escrito... tal vez la canción muestra el estilo de vida que los Stones tenían en 1966, tomando aviones en todo el mundo para sus giras, probablemente hasta el punto de que a veces no estaban seguros de dónde estaban ni adónde iban.
«Flight 505» fue grabada entre el 6 y 9 de marzo de 1966, en los estudios RCA de Los Ángeles. Fue producida por Andrew Loog Oldham y la sesión contó con el ingeniero de sonido Dave Hassinger.

## Personal
Acreditados:
- Mick Jagger: voz.
- Keith Richards: guitarra eléctrica, coros.
- Brian Jones: guitarra eléctrica, saxofón.
- Bill Wyman: bajo.
- Charlie Watts: batería.
- Ian Stewart: piano.